# Chōkai (tàu tuần dương Nhật)
Chōkai (tiếng Nhật: 鳥海) là một tàu tuần dương hạng nặng của Hải quân Đế quốc Nhật Bản thuộc lớp Takao bao gồm bốn chiếc, được thiết kế cải tiến dựa trên lớp Myōkō trước đó. Chōkai đã hoạt động trong Chiến tranh Thế giới thứ hai và bị đánh chìm ngày 25 tháng 10 năm 1944 trong trận chiến ngoài khơi Samar trong khuôn khổ Trận chiến vịnh Leyte.

## Thiết kế và chế tạo
Những tàu chiến thuộc lớp Myōkō được xem là không ổn định và nhiều kinh nghiệm rút ra đã được áp dụng cải tiến cho lớp Takao. Chúng là những tàu chiến nhanh và mạnh mẽ, trang bị mười khẩu pháo 203 mm (8 inch) và bốn khẩu pháo 120 mm (4,7 inch), tám ống phóng ngư lôi và nhiều vũ khí phòng không hỗn hợp, một hỏa lực đủ mạnh để đối đầu với bất kỳ tàu tuần dương của mọi lực lượng hải quân trên thế giới.
Những chiếc trong lớp Takao được chấp thuận trong năm tài chính 1927 như một phần trong chiến lược của Hải quân Đế quốc Nhật Bản về một trận chiến quyết định. Chúng tạo nên xương sống cho lực lượng tấn công chiến đấu tầm xa. Chōkai được chế tạo tại xưởng tàu của Mitsubishi tại Nagasaki, được đặt lườn vào ngày 5 tháng 4 năm 1931, được hạ thủy vào ngày 30 tháng 6 năm 1932 và được đưa vào hoạt động năm 1932.

## Lịch sử hoạt động

### Giai đoạn mở màn Chiến tranh Thái Bình Dương
Lúc khởi đầu Chiến tranh Thái Bình Dương, Chōkai được phân về Hải đội Tuần dương 4 dưới quyền chỉ huy của Phó Đô đốc (sau này là Đô đốc) Kondo Nobutake cùng với các con tàu chị em với nó Maya, Atago và Takao, và được trao nhiệm vụ hỗ trợ cho cuộc chiếm đóng Malaya và Philippines. Vào tháng 12 năm 1941, nó tham gia cuộc săn tìm các chiến hạm Prince of Wales và Repulse (Lực lượng Z) của Hải quân Hoàng gia Anh. Trong tháng 1 và tháng 2 năm 1942, Chōkai tham gia các chiến dịch nhằm chiếm đóng khu vực Đông Ấn thuộc Hà Lan và đảo Borneo vốn giàu nguồn dự trữ dầu mỏ tối cần thiết cho Nhật Bản. Ngày 22 tháng 2 năm 1942, trong khi di chuyển gần mũi St. Jacques (Vũng Tàu) thuộc Đông Dương, Chōkai va phải một dãi đá ngầm, và bị hư hại lườn tàu. Ngày 27 tháng 2, nó đi Singapore để sửa chữa.
Sau khi sửa chữa hoàn tất, Chōkai lại được giao nhiệm vụ hỗ trợ cho các cuộc chiếm đóng, lần này là cuộc đổ bộ Iri, Sumatra, và cuộc chiến đóng quần đảo Andaman cùng việc chiếm cảng Blair vài ngày sau đó. Sau khi kết thúc, Chōkai hướng đến Mergui, Miến Điện.
Vào ngày 1 tháng 4 năm 1942, Chōkai rời Mergui tham gia Chiến dịch C, một cuộc đột kích vào các tàu buôn trong khu vực Ấn Độ Dương. Thoạt tiên, Chōkai phóng ngư lôi đánh chìm chiếc tàu chở hàng Mỹ Bienville, và sau đó là chiếc tàu hơi nước Anh Ganges vào ngày 6 tháng 4. Sau khi nhiệm vụ này hoàn thành, Chōkai quay về Yokosuka vào ngày 22 tháng 4 năm 1942.

### Chiến dịch Guadalcanal
Đến giữa tháng 7 năm 1942, Chōkai trở thành soái hạm của Phó Đô đốc Mikawa Gunichi, tư lệnh Hạm đội 8 vừa mới thành lập, và hướng đến Rabaul. Vào ngày 7 tháng 8 năm 1942, khi Guadalcanal bị lực lượng Đồng Minh xâm chiếm, Chōkai hướng đến vùng biển Guadalcanal cùng Đô đốc Mikawa trên tàu. Trong Trận chiến đảo Savo, lực lượng tàu tuần dương hạng nặng của Mikawa đã đánh bại hải đội Đồng Minh, đánh chìm bốn tàu tuần dương hạng nặng (ba của Mỹ và một của Australia) và làm hư hại một chiếc khác. Tuy nhiên, Chōkai cũng hứng chịu nhiều phát đạn pháo từ các tàu tuần dương Quincy và Astoria, thổi tung một trong các tháp pháo của nó và làm thiệt mạng 34 người. Chōkai buộc phải quay về Rabaul để sửa chữa tạm thời. Trong suốt thời gian còn lại của Chiến dịch Guadalcanal, Chōkai tham gia nhiều trận đánh đêm chống lại Hải quân Mỹ, nhiều lần bị thiệt hại nhưng thường là nhẹ.
Bàn giao lại vai trò soái hạm của Hạm đội 8 không lâu sau khi thực hiện đợt triệt thoái cuối cùng lực lượng Nhật khỏi đảo Guadalcanal, Chōkai quay trở về Yokosuka vào ngày 20 tháng 2 năm 1943. Nó thực hiện nhiều nhiệm vụ thứ yếu khác nhau trong suốt phần còn lại của năm 1943 và nữa đầu năm 1944. Chōkai lại được đặt làm soái hạm của Hải đội Tuần dương 4 vào ngày 3 tháng 8 năm 1944. Nó thoát khỏi một cuộc tấn công bằng tàu ngầm vào ngày 23 tháng 10 năm 1944, trở thành tàu chiến duy nhất của Hải đội Tuần dương 4 không bị hư hại.

### Trận chiến ngoài khơi Samar
Chuẩn bị cho Trận chiến vịnh Leyte, Chōkai được chuyển sang Hải đội Tuần dương 5, nơi nó thoát được một đợt tấn công khác vào ngày 24 tháng 10 năm 1944, lần này là bởi máy bay, trong vùng biển Sibuyan. Sáng ngày 25 tháng 10, Chōkai trong thành phần "Lực lượng Trung tâm" của Đô đốc Takeo Kurita bao gồm một lực lượng lớn các thiết giáp hạm, tàu tuần dương và tàu khu trục đã tấn công lực lượng Mỹ bao gồm các tàu sân bay hộ tống, tàu khu trục và tàu khu trục hộ tống trong Trận chiến ngoài khơi Samar thuộc Philippines. Trong cuộc đụng độ, Chōkai bị đánh trúng giữa tàu bên mạn phải bởi ngư lôi phóng từ chiếc tàu khu trục hộ tống Mỹ Samuel B. Roberts; và các khẩu pháo 127 mm (5 inch) của Roberts cũng bắn trúng nhiều phát, gây hư hại cầu tàu và tháp súng phía trước. Sau đó, một vụ nổ thứ phát xảy ra do các quả ngư lôi bị hư hại trên sàn tàu, làm hỏng động cơ và bánh lái. Chōkai nhanh chóng bị rớt khỏi đội hình và không thể tiếp tục chiến đấu.
Trong vòng vài phút, một máy bay Mỹ ném một quả bom 227 kg (500 lb) trúng phòng máy phía trước của chiếc Chōkai, khiến lửa bắt đầu lan nhanh khắp con tàu, và nó chết đứng tại chỗ. Cuối ngày hôm đó, nó bị tàu khu trục Fujinami đánh đắm bằng ngư lôi, sau khi cứu những thành viên thủy thủ đoàn còn sống sót, trong số đó. Không may là hai ngày sau đó, bản thân Fujinami bị không kích đánh chìm khiến toàn bộ số người có mặt trên tàu thiệt mạng, kể cả những người còn sống sót của chiếc Chōkai, khiến Chōkai trở thành một trong những tàu chiến lớn nhất bị đánh chìm với toàn bộ thủy thủ đoàn trong Thế Chiến II.

## Danh sách thuyền trưởng
- Taichi Miki (sĩ quan trang bị trưởng): 5 tháng 4 năm 1931 - 1 tháng 12 năm 1931
- Boshiro Hosogaya (sĩ quan trang bị trưởng): 1 tháng 12 năm 1931 - 30 tháng 6 năm 1932
- Boshirō Hosogaya: 30 tháng 6 năm 1932 - 1 tháng 12 năm 1932
- Umataro Tanimoto: 1 tháng 12 năm 1932 - 15 tháng 11 năm 1933
- Shiro Koike: 15 tháng 11 năm 1933 - 15 tháng 11 năm 1934
- Gunichi Mikawa: 15 tháng 11 năm 1934 - 15 tháng 11 năm 1935
- Atsushi Kasuga: 15 tháng 11 năm 1935 - 1 tháng 12 năm 1936
- Takeo Okumoto: 1 tháng 12 năm 1936 - 12 tháng 7 năm 1937
- Aritomo Gotō: 12 tháng 7 năm 1937 - 15 tháng 11 năm 1938
- Zenshiro Hoshina: 15 tháng 11 năm 1938 - 1 tháng 11 năm 1939
- Takero Koda: 1 tháng 11 năm 1939 - 19 tháng 10 năm 1940
- Seishichi Watanabe: 19 tháng 10 năm 1940 - 25 tháng 4 năm 1942
- Mikio Hayakawa: 25 tháng 4 năm 1942 - 1 tháng 3 năm 1943
- Kosaku Aruga: 1 tháng 3 năm 1943 - 6 tháng 6 năm 1944
- Jo Tanaka: 6 tháng 6 năm 1944 - 25 tháng 10 năm 1944 (tử trận; sống sót khi tàu chìm, nhưng tử trận theo tàu khu trục Fujinami bị đánh chìm do không kích. Được truy thăng lên Phó Đô đốc)

### Sách
- D'Albas, Andrieu (1965). Death of a Navy: Japanese Naval Action in World War II. Devin-Adair Pub. ISBN 0-8159-5302-X.
- Dull, Paul S. (1978). A Battle History of the Imperial Japanese Navy, 1941-1945. Naval Institute Press. ISBN 0-87021-097-1.
- Lacroix, Eric (1997). Japanese Cruisers of the Pacific War. Linton Wells. Naval Institute Press. ISBN 0870213113.